# Char-à-Bancs

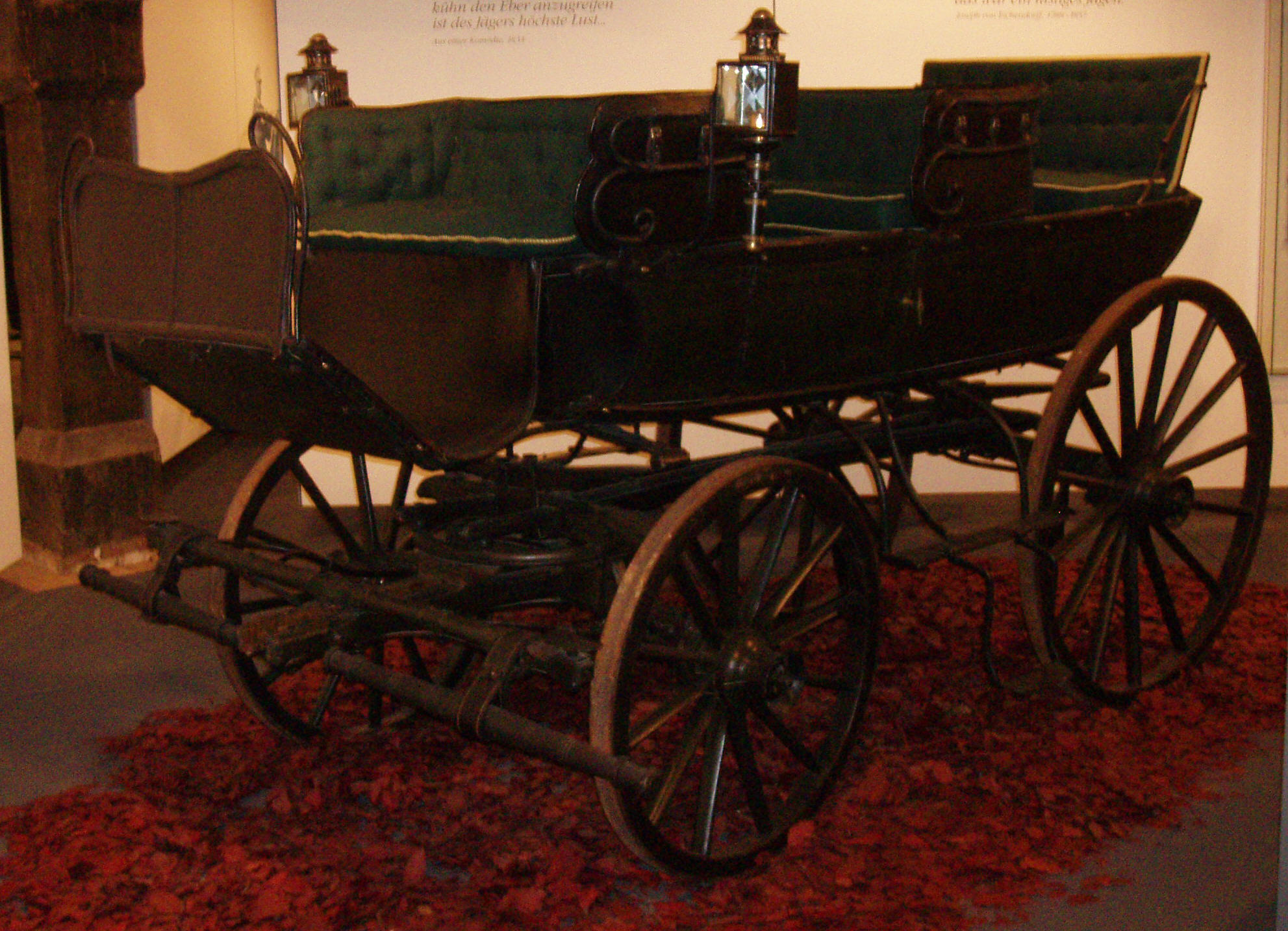
Char-à-Bancs

Ein Char-à-Bancs, auch Charabanc (von frz. char à bancs, Wagen mit Bänken), ist eine vierrädrige Kutsche, die als Jagd- und Ausflugswagen verwendet wurde und durch quergestellte, von Seite zu Seite durchgehende Sitzbänke gekennzeichnet ist.
Ein schweres Fahrgestell mit quergestellten Elliptikfedern sollte das Fahren über Stock und Stein erleichtern. Durch den hohen Schwerpunkt war allerdings die Gefahr des Umkippens relativ hoch; andererseits bot die hohe Sitzposition den Passagieren einen guten Überblick über die Umgebung. Ein Jagdwagen muss Ladefläche für das erlegte Wild und die Ausrüstung bieten. Diese ließ sich z. B. durch eine umklappbare hinterste Bank gewinnen.
Da die Jagd eine Tätigkeit war, die bis 1848/49 dem Adel vorbehalten war, stammen die meisten erhaltenen Char-à-Bancs aus adligem Besitz. 